# Ulica Wojska Polskiego w Aleksandrowie Kujawskim
Ulica Wojska Polskiego w Aleksandrowie Kujawskim – najdłuższa ulica w Aleksandrowie Kujawskim. Rozpoczyna się przy Kościele Przemienienia Pańskiego, zaś kończy przy alei Marii Danielewicz Zielińskiej wiodącej przez pobliską wieś Stawki i Aleksandrów Kujawski (ok. 400 m). Przy ulicy znajduje się stacja kolejowa i dworzec PKS.